# Jaguar Mark VIII
O Jaguar Mark VIII é um automóvel de luxo de quatro portas apresentado pela empresa britânica Jaguar no Salão Automóvel de Londres de 1956, e produzido em Coventry entre 1956 e 1958 como o sucessor do Mark VII.